# Pet Society
Pet Society è stato un browser game creato dalla Playfish nel 2007. È stata un'applicazione molto diffusa della piattaforma Facebook, con circa 13000000 utenti attivi mensilmente nel 2010 e più di 8 000 000 di fan registrati nella pagina ufficiale su Facebook. Il gioco era disponibile su Facebook, Bebo e MySpace. Nel 2012 Pet Society, con 4 000 000 di utenti mensili, era l'unico gioco sopravvissuto fra quelli creati dalla Playfish (l'EA Games, dopo l'acquisizione della società, aveva gradualmente dismesso tutti i giochi "originari" per puntare sui suoi "nuovi" titoli: The Sims Social e Sims City Social).
Nell'aprile del 2013 la EA Games ha annunciato la chiusura del gioco (ridotto a poco più di 1 000 000 di utenti mensili) prevista per il 14 giugno 2013 assieme a The Sims Social e Sims City Social, e resa effettiva il 17 giugno.

## Meccanica di gioco
Il gioco consisteva nel creare e prendersi cura di un animaletto ("pet"), facendolo vivere in un mondo immaginario in cui vivevano anche gli animaletti dei propri amici sul social network. Appena avviata l'applicazione si creava il proprio "pet", scegliendone l'aspetto esteriore tra una serie di opzioni, il colore, il sesso e il nome (tutte caratteristiche modificabili anche in seguito nel negozio dello "Stylist").
Appena finita la personalizzazione, il proprio pet si trovava nella sua nuova casa ed una schermata spiegava all'utente i passi fondamentali per imparare a giocare a Pet Society, premiando l'utente con monete, una "laurea" e una doll speciale. Ogni pet aveva due indicatori: l'indicatore di esperienza (indicava a che livello era il pet e quanti punti zampa possedeva) e l'indicatore della fame (ogni Pet andava, infatti, nutrito). Inoltre, avrebbero potuto ronzargli intorno delle mosche: questo indicava che era sporco, quindi andava lavato con la saponetta. Col trascorrere del tempo i livelli di fame e igiene si abbassavano e dovevano essere rialzati dando da mangiare al pet, lavandolo e facendogli fare attività divertenti, come giochi, carezze, spazzolate o visite agli amici.
Un'apposita icona apriva la schermata del guardaroba, per vestire il pet; un'altra apriva la "cassapanca", dove si trovavano tutti gli oggetti posseduti, che potevano essere alimenti, arredi e decorazioni per la casa o oggetti speciali. Le monete utilizzate all'interno del gioco si chiamavano semplicemente "coins", e si ricevevano ogni mattina tramite la "Lotteria giornaliera", che premiava ciascun pet con un numero di coins scelto dalla ruota. Inoltre si ottenevano monete prendendosi cura del pet, facendolo giocare e, soprattutto, visitando gli amici: avere molti amici era il modo più sicuro e veloce per ottenere coins, poiché ogni mattina si poteva guadagnare trenta o venti monete (a seconda se l'amico era "attivo" o no, e a seconda dell'azione che si sceglieva quando lo si andava a trovare) visitandoli. Le monete si potevano anche acquistare tramite carta di credito, paypal, con il proprio telefono cellulare o accettando di ricevere sondaggi ed email promozionali da terzi. Esisteva poi la "Playfish cash", una moneta non guadagnabile nel gioco, ma acquistabile soltanto e che serviva per acquistare oggetti speciali nel negozio "Cash Shop" e che era spendibile in tutti i giochi della Playfish. Serviva anche a permettersi servizi del gioco (quello del raccoglifrutta). Era stata in seguito sostituita dalla Pet Society Cash.
Il gioco continuava nel costruire una vita sociale al proprio animale, interagendo con i propri amici. I pet potevano incontrarsi, giocare insieme, ballare, mangiare e persino litigare. Si potevano scambiare regali ed inviare lettere.

### Negozi e aree speciali
Esistevano quattordici negozi e aree speciali nella "città" di Pet Society, dove era possibile recarsi per fare acquisti, giocare e fare altre attività:
- Food: dove si acquistava il cibo per i propri pet
- Clothes: dove si acquistavano vestiti, scarpe e accessori
- Furniture: dove si acquistavano arredi e decorazioni
- D.Y.I. (Depot): dove si acquistavano decorazioni come pavimenti, carta da parati, porte e finestre
- Garden: dove si acquistavano semi, arredi per il giardino, acquari e Petlings
- Market: dove si acquistavano oggetti di vario tipo, dai giocattoli agli elettrodomestici
- Mistery: dove si acquistavano scatole a sorpresa, ball con sorpresa e oggetti speciali
- Boutique: dove si acquistavano gli oggetti speciali tramite "Pet Society Cash"
- Pond: dove si pescava
- Stadium: dove si facevano le gare di corsa a ostacoli coi propri amici, ci si allenava e si scommetteva. Le gare (10 al giorno) davano 300 monete e 20 punti d'esperienza se si arrivava primi, 10 punti d'esperienza se si arrivava secondi e 5 per i terzi. Le corse pro (una al giorno con la tuta acquistabile alla Boutique) davano 200 monete e 30 punti zampa se si arrivava primi.
- Stylist: dove si modificava l'aspetto, il nome e il sesso del proprio pet
- Cafè (Bar): dove si potevano incontrare nuovi amici e dove si acquistavano alcuni alimenti particolari
- Treasure Map: mappe del tesoro che permettevano al pet di trovare oggetti non nei negozi

Ogni lunedì nei vari negozi arrivavano dei nuovi oggetti da comprare. Alcuni restavano in vendita solo una settimana, altri per più a lungo. Talvolta, prima dell'eliminazione di un oggetto dal "catalogo", veniva venduto in saldo.
Nei negozi erano presenti dei commessi fissi, con fumetti che esprimevano pensieri e commenti di vario genere. I negozianti erano:
- Food: Mr. Truffles
- DIY: Mr. Grumble
- Boutique: Mr. Terrence
- Cafè: Mr. Perry
- Clothes: Mrs. Lily
- Market: Mrs. Felicity
- Outdoor: Mrs. Appleblossom
- Mistery: Mr. "?"

### Trofei
Vi erano 51 trofei che si potevano vincere raggiungendo vari punteggi. Esistevano 16 categorie, ciascuna delle quali aveva un premio di bronzo, d'argento e d'oro. Quando si vinceva un premio d'argento o d'oro, il trofeo precedente scompariva in favore del nuovo. I trofei potevano essere collocati nella casa del "pet" che li aveva guadagnati, e non potevano essere venduti, regalati o riciclati.
| Trofeo                                    | Bronzo | Bronzo                     | Argento | Argento                    | Oro   | Oro                      |
| Trofeo                                    | Conta  | Nome del trofeo            | Conta   | Nome del trofeo            | Conta | Nome del trofeo          |
| ----------------------------------------- | ------ | -------------------------- | ------- | -------------------------- | ----- | ------------------------ |
| Visitare amici                            | 25     | Animale cittadino          | 100     | Visir delle visite         | 300   | Animale sociale          |
| Fare una sequenza di passaggi col pallone | 15     | Giocatore di softball      | 30      | Giocatore di baseball      | 50    | Giocatore professionista |
| Fare una sequenza di passaggi col frisbee | 10     | Mani sicure                | 25      | Re della presa             | 40    | Campione di frisbee      |
| Fare una sequenza di salti con la corda   | 20     | In corda                   | 50      | Saltatore junior           | 100   | Stella del salto         |
| Spendere monete                           | 500    | Amante dello shopping      | 3000    | Fanatico delle vetrine     | 10000 | Spendaccione             |
| Comprare cappelli                         | 3      | Collezionista di cappelli  | 10      | Pezzo grosso               | 30    | Cappellaio matto         |
| Comprare magliette e vestiti              | 3      | Collezionista di magliette | 10      | Amante delle magliette     | 30    | Fanatico di magliette    |
| Comprare gonne e pantaloni                | 3      | Curioso di pantaloni       | 10      | Collezionista di pantaloni | 30    | Re dei pantaloni         |
| Comprare scarpe                           | 3      | Collezionista di scarpe    | 10      | Amante delle scarpe        | 30    | Maniaco delle scarpe     |
| Comprare accessori per le braccia         | 3      | Braccia ornate             |         |                            |       |                          |

## Livelli
Con un certo numero di "punti zampa" il pet saliva di livello, ottenendo monete, nuovi oggetti, stanze extra e un particolare status. I livelli erano 34 nella prima versione, mentre nella versione beta erano saliti a 47, ad agosto 2010 erano stati aggiunti i livelli fino a 100.
| Livello # | Nome del livello              | Punti zampa richiesti | Premio                                   |
| --------- | ----------------------------- | --------------------- | ---------------------------------------- |
| 1         | Getting Started               | 0                     |                                          |
| 2         | New Arrival                   | 20                    | Basic Ball.                              |
| 3         | Learner                       | 50                    | Casa con due stanze Basic Frisbee.       |
| 4         | Playful Pet                   | 100                   | Basic Skipping Rope.                     |
| 5         | Fresh Face                    | 250                   | Casa con 3 stanze e Portable TV.         |
| 6         | Promising Prospect            | 500                   | Better Soap.                             |
| 7         | One To Watch                  | 750                   | Better Ball.                             |
| 8         | Growing Talent                | 1000                  | Better Brush.                            |
| 9         | High Achiever                 | 1500                  | Better Frisbee.                          |
| 10        | Popular Pet                   | 2000                  | Better Skipping Rope e secondo giardino. |
| 11        | Influential Pet               | 2500                  | Casa con 4 stanze e Digital TV.          |
| 12        | Rising Star                   | 3000                  | Super Soap.                              |
| 13        | Established Presence          | 3500                  | Super Ball.                              |
| 14        | Society Stalwart              | 4000                  | Super Brush.                             |
| 15        | Famous Pet                    | 4500                  | Super Frisbee.                           |
| 16        | Media Darling                 | 5000                  | Super Skipping Rope.                     |
| 17        | High Profile Pet              | 6000                  | Casa con 5 stanze e Plasma TV.           |
| 18        | VIP Pet                       | 7000                  | Lovely Soap.                             |
| 19        | Celebrity Pet                 | 8000                  | Golden Ball.                             |
| 20        | It Pet                        | 9000                  | Golden Brush.                            |
| 21        | A-List Pet                    | 10000                 | Golden Frisbee.                          |
| 22        | Renowned Pet                  | 11000                 | Golden Skipping Rope.                    |
| 23        | Superstar Pet                 | 12000                 | Casa con 6 stanze.                       |
| 24        | Hollywood Pet                 | 14000                 | Aqua Soap.                               |
| 25        | Megastar Pet                  | 18000                 | Pro Ball.                                |
| 26        | Platinum Pet                  | 24000                 | Crystal Brush.                           |
| 27        | Uberstar Pet                  | 32000                 | Star Frisbee.                            |
| 28        | Ultimate Achiever             | 42000                 | Expert Skipping Rope.                    |
| 29        | Superb Pet                    | 54000                 | Casa con 7 stanze.                       |
| 30        | Heroic Pet                    | 68000                 | Golden Star Soap.                        |
| 31        | Royal Pet                     | 84000                 | Crystal Ball.                            |
| 32        | Historic Pet                  | 102000                | Ruby Brush.                              |
| 33        | Super Pet                     | 122000                | Gem Frisbee.                             |
| 34        | All-Time Great                | 144000                | Star Skipping Rope.                      |
| 35        | Ultimate Pet                  | 166000                | Casa con 8 stanze.                       |
| 36        | Ruby Renowned Pet             | 188000                | Ruby Heart Soap.                         |
| 37        | Ruby Superstar Pet            | 210000                | Ruby Ball.                               |
| 38        | Ruby Hollywood Pet            | 232000                | Sapphire Brush.                          |
| 39        | Ruby Megastar Pet             | 254000                | Sapphire Frisbee.                        |
| 40        | Ruby Platinum Pet             | 276000                | Ruby Skipping Rope.                      |
| 41        | Ruby Uberstar Pet             | 298000                | Casa con 9 stanze.                       |
| 42        | Ruby Ultimate Achiever Pet    | 310000                | Sapphire Heart Soap.                     |
| 43        | Ruby Superb Pet               | 332000                | Sapphire Ball.                           |
| 44        | Ruby Heroic Pet               | 354000                | Rainbow Brush.                           |
| 45        | Ruby Royal Pet                | 376000                | Rainbow Frisbee.                         |
| 46        | Ruby Historic Pet             | 398000                | Sapphire Skipping Rope.                  |
| 47        | Ruby Super Pet                | 420000                | Casa con 10 stanze.                      |
| 48        | Ruby All-Time Great Pet       | 442000                |                                          |
| 49        | Red Ruby Superstar            | 464000                |                                          |
| 50        | Emerald Renowned Pet          | 486000                |                                          |
| 51        | Emerald Superstar Pet         | 508000                |                                          |
| 52        | Emerald Hollywood Pet         | 530000                |                                          |
| 53        | Emerald Megastar Pet          | 552000                |                                          |
| 54        | Emerald Platinum Pet          | 574000                |                                          |
| 55        | Emerald Uberstar Pet          | 596000                |                                          |
| 56        | Emerald Ultimate Achiever Pet | 618000                |                                          |
| 57        | Emerald Superb Pet            | 640000                |                                          |
| 58        | Emerald Heroic Pet            | 662000                |                                          |
| 59        | Emerald Royal Pet             | 684000                |                                          |
| 60        | Emerald Historic Pet          | 706000                |                                          |
| 61        | Emerald Super Pet             | 728000                |                                          |
| 62        | Emerald All-Time Great Pet    | 750000                |                                          |
| 63        | Green Emerald Superstar       | 772000                |                                          |
| 64        | Sapphire Renowned Pet         | 794000                |                                          |
| 65        | Sapphire Superstar Pet        | 816000                |                                          |
| 66        | Sapphire Hollywood Pet        | 838000                |                                          |
| 67        | Sapphire Megastar Pet         | 860000                |                                          |
| 68        | Sapphire Platinum Pet         | 882000                |                                          |
| 69        | Sapphire Uberstar Pet         | 904000                |                                          |
| 70        | Sapphire Ultimate Achiever    | 926000                | Casa con 11 stanze.                      |
| 71        | Sapphire Superb Pet           | 948000                |                                          |
| 72        | Sapphire Heroic Pet           | 970000                |                                          |
| 73        | Sapphire Royal Pet            | 992000                |                                          |
| 74        | Sapphire Historic Pet         | 1014000               |                                          |
| 75        | Sapphire Super Pet            | 1036000               |                                          |
| 76        | Sapphire All-Time Great Pet   | 1058000               |                                          |
| 77        | Blue Sapphire Superstar       | 1080000               |                                          |
| 78        | Silver Renowned Pet           | 1102000               |                                          |
| 79        | Silver Superstar Pet          | 1124000               |                                          |
| 80        | Silver Superstar Pet          | 1146000               |                                          |
| 81        | Silver Megastar Pet           | 1168000               |                                          |
| 82        | Silver Platinum Pet           | 1190000               |                                          |
| 83        | Silver Uberstar Pet           | 1212000               |                                          |
| 84        | Silver Ultimate Achiever Pet  | 1234000               |                                          |
| 85        | Silver Superb Pet             | 1256000               |                                          |
| 86        | Silver Heroic Pet             | 1278000               |                                          |
| 87        | Silver Royal Pet              | 1300000               |                                          |
| 88        | Silver Historic Pet           | 1322000               |                                          |
| 89        | Silver Super Pet              | 1344000               |                                          |
| 90        | Silver All-Time Great Pet     | 1366000               |                                          |
| 91        | Shining Silver Superstar      | 1388000               |                                          |
| 92        | Gold Platinum Pet             | 1410000               |                                          |
| 93        | Gold Uberstar Pet             | 1432000               |                                          |
| 94        | Gold Ultimate Achiever Pet    | 1454000               |                                          |
| 95        | Gold Superb Pet               | 1476000               |                                          |
| 96        | Gold Heroic Pet               | 1498000               |                                          |
| 97        | Gold Royal Pet                | 1520000               |                                          |
| 98        | Gold Historic Pet             | 1542000               |                                          |
| 99        | Gold Super Pet                | 1564000               |                                          |
| 100       | Gold All-Time Great Pet       | 1586000               | Casa con 12 stanze.                      |

## Eventi speciali
In alcuni periodi dell'anno, a ridosso di particolari festività, venivano messi in vendita o regalati oggetti speciali, e l'aspetto di Petville (la città di Pet Society) cambiava: a Natale per esempio era innevata, ad Halloween tutti gli alberi erano secchi, ecc. Talvolta si potevano ottenere regalini speciali toccando gli alberi (al posto delle consuete monete).

## Cucinare
Dall'autunno 2009 nel gioco si potevano anche cucinare dei cibi speciali. Tramite uno speciale forno a microonde si potevano preparare alcune ricette contenute in un libro che appariva a sinistra sullo schermo. Una volta preparati, dopo aver acquistato gli ingredienti, allo scadere di un tempo predeterminato di cottura, i cibi speciali, non acquistabili in negozio, potevano anche essere venduti, guadagnando qualche moneta extra. Cucinando più piatti si saliva di "livello", accedendo a nuove ricette. Scaduto il tempo di cottura (es. 1 ora) si aveva un tempo altrettanto lungo per sfornare il piatto (es. un'altra ora), altrimenti si sarebbe bruciato.
| Livello # | Nome del livello      | Piatti da cucinare |
| --------- | --------------------- | ------------------ |
| 1         | Novice Chef           | 0                  |
| 2         | Dish Washer           | +5                 |
| 3         | Potato Peeler         | +5                 |
| 4         | Burger Filpper        | +20                |
| 5         | Kitchen Porter        | +40                |
| 6         | Apprentice Chef       | +65                |
| 7         | Qualified Chef        | +95                |
| 8         | Pantry Chef           | +125               |
| 9         | Fry Chef              | +155               |
| 10        | Grill Chef            | +200               |
| 11        | Sous Chef             | +245               |
| 12        | Chef                  | +290               |
| 13        | Executive Chef        | +350               |
| 14        | Restaurateur          | +410               |
| 15        | PS's Next Top Chef    | +480               |
| 16        | TV Chef               | +550               |
| 17        | Z list Celebrity Chef | +650               |
| 18        | C list Celebrity Chef | +720               |
| 19        | B list Celebrity Chef | +850               |
| 20        | A list Celebrity Chef | +1000              |

## Petlings
I Petlings erano gli animali domestici del pet e si potevano acquistare da Garden. Esistevano alcuni animali sempre disponibili (gatto, cane, leone e coyote) ma, in alcune occasioni, ne venivano proposti altri in edizione limitata. Essi chiedevano un cibo specifico una volta al giorno. se non venivano sfamati essi fuggivano: in quel caso sarebbe stato possibile riottenerli pagando 200 coins l'uno oppure pubblicando un messaggio sulla propria bacheca che se cliccato dagli amici avrebbe dato loro 200 coins e fatto riapparire i petlings.

## Caratteristiche speciali
Nel gioco esistevano vari "effetti" speciali, ottenibili acquistando particolari oggetti o facendo altre azioni.
- Figurine: ogni giorno si potevano mandare inviti agli amici per ottenere una figurina, da attaccare nel proprio album. I doppioni potevano essere "riciclati" per ottenere una figurina extra, a seconda del punteggio riciclato, bronzo, argento o oro. I pacchetti di figurine riciclate potevano anche essere regalati.
- Fotografie: tramite un apposito tasto nel campo di gioco si potevano scattare fotografie al proprio pet in tre formati: il pet in primo piano senza sfondo, il pet in un quadrato di sfondo e la foto panoramica, che mostra una stanza intera della propria casa senza il pet (se si fosse usato questo formato fuori casa si sarebbe ottenuto semplicemente un rettangolo più grande con il proprio pet al centro). Le foto, se l'utente dava l'autorizzazione, venivano automaticamente postate sul proprio profilo di Facebook.
- Great Hideeni: era un personaggio che appariva a caso nella propria casa o in quelle degli amici; cliccandolo si pubblicava sul proprio profilo un invito a ritirare un oggetto-premio speciale, su cui i propri amici potevano cliccare.
- Fish pro: acquistando tre indumenti "Fish PRO" nel Cash Shop si potevano pescare pesci speciali nello stagno
- Race pro: acquistando tre indumenti "Race PRO" nel Cash Shop si poteva partecipare alle gare PRO nello stadio e vincere i relativi trofei
- Giardino segreto: Acquistando le tre fatine (degli ortaggi, dei fiori e della frutta), si otteneva un piccolo giardino extra chiamato "Secret Garden", con due posti extra per seminare (da gennaio 2010).

## Altri mini-giochi
Col tempo vennero attivati altri minigiochi, come la pesca o la caccia ai tesori nascosti.